# Adrien Backscheider
Adrien Backscheider, född 7 augusti 1992, är en fransk längdåkare. Han är heltidsanställd idrottsman i statlig tjänst, anställd vid det franska tullverket.
Backscheider deltog i Olympiska vinterspelen 2014 och debuterade i VM-sammanhang 2015. Vid herrarnas stafett i VM 2015 körde Backscheider sista sträckan när Frankrike vann brons. Vid olympiska vinterspelen 2018 tog Backscheider ett lagbrons i långa stafetten. Backscheider åkte sistasträckan i det franska lag som försvarade sin bronsmedalj från OS i Sotji.